# Estación de Teziutlán
Teziutlán fue una estación de trenes que se encuentra en Teziutlán, Puebla. Desde 2017, la antigua estación se convirtió en el Centro Cultural Ferrocarrilero.

## Historia
La estación perteneció al antiguo Ferrocarril Interoceánico construida sobre el ramal de vía angosta Oriental-Teziutlán, la cual fue inaugurada el 5 de mayo de 1900 y que quedó fuera de servicio el 14 de marzo de 1993. Esta fue la última línea de vía angosta que funciono en México.